# Emisum
Emisum fue el segundo rey de Larsa (2004 a. C. - 1977 a. C.). De origen amorreo, era hijo de Naplanum, primer rey de la ciudad-Estado. Apenas existen inscripciones sobre su reinado, por lo que sabemos poco más que su nombre. Incluso es posible que no reinara verdaderamente en Larsa, sino que la ciudad hubiera tenido que rendir vasallaje a Isin, la potencia hegemónica de su época.
| Predecesor: Naplanum | Rey de Larsa 2004 a. C. - 1977 a. C. (Cronología larga) | Sucesor: Samiom |